# استیون فورد
استیون فورد (انگلیسی: Steven Ford؛ زادهٔ ۱۹ مهٔ ۱۹۵۶) هنرپیشه اهل ایالات متحده آمریکا است.
از فیلم‌ها یا برنامه‌های تلویزیونی که وی در آن نقش داشته‌است می‌توان به مخمصه، تبدیل‌شوندگان، آرماگدون، سقوط شاهین سیاه، تماس، پاک‌کن، فرار از نیویورک، وقتی هری سالی را دید…، سربازان سفینه، گاو آنی و بریتانی کوچک، خشم ۲ و پزشک دهکده اشاره کرد.